# فرانسوا-ادوار پیکو
فرانسوا-ادوار پیکو (فرانسوی: François-Édouard Picot‎; ۱۷ اکتبر ۱۷۸۶ – ۱۵ مارس ۱۸۶۸) نقاش و مدرس نقاشی اهل فرانسه بود که بیشتر به موضوعات اساطیری، مذهبی و تاریخی می‌پرداخت. از شاگردان مشهورش ویلیام-آدولف بوگرو، گوستاو مورو و الکساندر کابانل را می‌توان نام برد.
او برندهٔ جوایزی همچون جایزه بزرگ رم شده‌است.